# دونالد فريد
دونالد فريد (بالإنجليزية: Donald Freed)‏ (1933)؛ كاتب سيناريو وروائي أمريكي.

## روابط خارجية
- دونالد فريد على موقع IMDb (الإنجليزية)
- دونالد فريد على موقع قاعدة بيانات برودواي على الإنترنت (الإنجليزية)
- دونالد فريد على موقع قاعدة بيانات الفيلم (الإنجليزية)